# Lycomorpha palmerii
Lycomorpha palmerii är en fjärilsart som beskrevs av Alpheus Spring Packard 1972. Lycomorpha palmerii ingår i släktet Lycomorpha och familjen björnspinnare. Inga underarter finns listade i Catalogue of Life.